# Savski Marof
Savski Marof es una localidad de Croacia en el municipio de Brdovec, condado de Zagreb.

## Geografía
Se encuentra a una altitud de 134 m s. n. m. a 27.1 km de la capital nacional, Zagreb.

## Demografía
En el censo 2011, el total de población de la localidad fue de 33 habitantes.
Según estimación 2013 contaba con una población de 31 habitantes.